# King of Anything
King of Anything è un singolo della cantante statunitense Sara Bareilles, pubblicato nel 2010 ed estratto dall'album Kaleidoscope Heart.

## Tracce
- Download digitale

1. King of Anything - 3:27

## Video
Il video della canzone è stato diretto da Laurent Briet ed è uscito nel giugno 2010.